# 齢構成
齢構成（れいこうせい、英: age distribution, age composition, age structure）は、生物の個体群において、それを構成する個体の中での、さまざまな成長段階のものの割合のことである。年齢構成や（年）齢構造、（年）齢分布、（年）齢組成などとも呼ばれる。

## 年齢構成

ヒトの場合、集団の性質を知る方法の一つとして、それぞれの集団を構成ずる人間を年齢で分け、その割合を示すという方法がある。十年刻み程度にして、各年代の人口に占める割合をヒストグラムとして表示するのがよく行われる（→人口ピラミッド）。これを男女別にして、それぞれを背中合わせに表示するのが通例で、縦に積み上げる形で表示すれば、上に向けて狭まった形の図形が現れる。上が狭まるのは、生理的寿命に近くなればどんどん死亡して、人数がなくなるからである。それより下の形は、国によって大きく異なり、それぞれの特徴が現れる。
一般には衛生状態のよくない国では、幼児死亡率が高いため、最低年齢層から若年層の間に人数が大きく減り、その後は年齢が進むにつれて次第に人数が減るのでグラフの見かけはピラミッド形となる。衛生状態のよい国では、高年齢層までは人数がさほど変わらず、その後急に減少するので、釣鐘型になる。いずれにせよ、年齢構成がある程度安定した国では、年齢層が高いほど人数が少なくなる。日本の場合、高齢化と少子化のため、低年齢層がむしろ少ないことになるが、このような状態は安定したものとは見なせず、やがて年齢構成に大きな変化が生じることが予見できる。

## 生物一般の場合
人間と同様に、生物個体群においても、それを構成する個体の年齢が分かれば、同様の手法で分析することが可能である。ただし、大部分の動物は人間よりはるかに短い寿命しかもたない。2-3年しか生きない動物で、このような調査を行っても、さほどの意味は認められまい。特に寿命の長い動物や、樹木のようなものならば、人間と同じような情報が得られる。
より寿命が短い生物の場合は、かなり状況が異なる。例えば、寿命が一年そこそこの動物の個体群において、個体の年齢を調べて、その度数分布を調べれば、当然ながらほぼ全個体が0歳であることが分かる。これでは何の意味もない訳であるが、年齢にこだわらなければ、例えば月齢を知ることができれば、それなりに分かることもあるであろう。

## 年齢の推定
ただし多くの生物では年齢を知ることは簡単ではない。聞いても答えてくれないからである。対象がヒトの場合でも、聞き取りでは信頼がおけないから、実際には戸籍制度に代表されるような国民登録制度の充実した国でなければ正確な情報は得難い場合もある。したがって一般的にはその生物のどこかを調べて年齢を判断しなければならない。普通は毎年次第に蓄積する部分があれば、その部分で判断できる。例えば樹木の年輪がそれであり、同様の構造は骨などに現れる例もある。また、シカでは年齢によって角の枝分かれが変わる例もある。逆に歯などのように擦り減り方で判断される場合もある。このように年齢が判別する部分を探してこれを知ることを年齢推定と言う。
この他に、たとえば昆虫類は脱皮のたびに一回り大きくなる。このように成長に段階の差がある場合、その段階ごとに区切ることで年齢のような生活史の段階的な区分が作れる。昆虫の場合、これを齢と呼んでいる。このような齢を使い、ある時点での個体群の齢構成を調べることができる。

## 大きさを使う場合
上記のような年齢や別の意味での齢が使えない場合、大きさを調べて同様な分析をすることもあり得る。普通はどんな生物でも、少なくとも最初の時期は小さく生まれて、時間をかけて大きく成長するから、大きさはひとまず生まれてからの時間を表すものと考えられる。昆虫のように脱皮するものであっても、外見で齢が判別できない場合、大きさを使うこともあり得る。この場合、サイズ構成と言う。
ただし、大きさはどこのどういう大きさを選ぶかを考えなければならない。普通、個体の特徴としてよく取り上げられる大きさとしては体長と体重がある。しかし体長は伸び縮みするものがあるし、体重は摂食によって大きく変化する場合がある。したがって、むしろ大腿骨の長さであるとか、頭部の幅であるとか、硬くて伸び縮みせず、比較的変動やばらつきの少なそうな場所を選ぶことが多い。いくつかの部位について調べて見て、適当なものを選ぶのが普通である。

## 寿命の短い生物の場合
先に述べたように、年齢に関してはある程度以上寿命の長い生物でなければ調べる意味は少ない。しかし、寿命が一年、あるいはそれに満たないものであっても、年齢でなく齢や大きさに関して同様の調査を行うことはできる。その場合、同じ年であっても時期が変わればその結果は大いに変わるだろう。そこで、年間を通じ、このような齢構成の変化を把握することで、さまざまな情報が得られる。
例えば、カブトムシのように寿命が一年で、ある一定の短い季節に繁殖が行われるであろう動物の場合を考える。年間のある時点でこの調査を行った場合、繁殖時からその時点までに成長した結果が見られる。その内容は、恐らく平均的な成長速度によって育ったものが最大数を占め、その前後に次第に低くなる山を形成するであろう。もし、山が二つ見られた場合、それは雌雄の成長と大きさの違いを反映しているかもしれない。これは（可能であれば）グラフを雌雄分けて書くことで、それぞれに一つの山が見られるはずである。あるいは、実は成体になるのに2年かかるため、昨年の子と今年の子の測定値が別の山をつくっている可能性も考えられる。それとも実は年に二回繁殖しているのかもしれない。これらのどれに当たるのかは、同様な調査を継時的に行うことで判断できることもある。一定期間をおいて調査を繰り返せば、それぞれの山が次第に大きい方へ移動し、新しい世代が現れた時には小さい方に新たな山が作られるのが見られるだろう。